# Godfrey Miyanda
Godfrey Miyanda (* 1950 in Nampeyo, Monze) ist ein Politiker aus Sambia.
1969 trat Godfrey Miyanda in die sambische Armee ein und wurde bis 1977 Brigadegeneral der Sambischen Streitkräfte, als solcher Direktor des M.S.B. der Armee. Nach seiner Pensionierung 1977 vertrieb er Traktoren und wandte sich der Politik zu. Er war Gründungsmitglied des Movement for Multiparty Democracy (MMD). 1981 und 1989 verdächtigte ihn der damalige Präsident Kenneth Kaunda der Beteiligung an einem Putschversuch. Miyanda wurde Vizepräsident Sambias von 1993 bis 1997, Erziehungsminister von 1998 bis Anfang 2001. Er wurde aus dem MMD ausgeschlossen, als er gemeinsam mit anderen Frederick Chilubas Plan hintertrieb, eine dritte Amtszeit als Präsident in die Verfassung zu schreiben. Er trat zur Wahl 2001 selbst als Präsidentschaftskandidat der Heritage Party an und gewann 8,09 Prozent der Stimmen. Seine Partei errang vier Mandate in der Nationalversammlung Sambias. Bei den Wahlen 2006 hatten sich die politischen Gewichte im Land aber so verschoben, dass er als Präsidentschaftskandidat nur 1,57 Prozent erzielte und seine Partei den Einzug in die Nationalversammlung verfehlte. Seine Hochburg ist die Südprovinz, in der er 2006 74,35 Prozent erzielte.
Godfrey Miyanda war ein Kritiker der Verfassungsreform 2003, die ihm zu britisch und nicht sambisch genug war. Er selbst wurzelt politisch in der UNIP und ist stark christlich gebunden. Er gehört zur alten Elite Sambias.
Godfrey Miyanda ist 1950 geboren und hat sieben Kinder.